# Straßberg (Harzgerode)
Straßberg ist ein Ortsteil der Stadt Harzgerode im südwestlichen Teil des Landkreises Harz im Ostharz.

## Geschichte
Straßberg wird nach der Chronik des Kreises Sangerhausen 1194 als Strazberc zum ersten Mal erwähnt, wobei eine Verwechslung mit Straßberg bei Plauen im Vogtland vorliegt. Im Landesarchiv Sachsen-Anhalt ist hingegen nur das Jahr 1400 als Ersterwähnung Straßbergs nachweisbar. Seit 1400 war in Straßberg der Bergbau eine Haupterwerbsquelle für die Bewohner des Ortes. Heute bewahren sie die bergbauliche Vergangenheit und pflegen für Erholungssuchende die Vergangenheit und das Dorfbild. Auch die Landwirtschaft brachte trotz der erschwerten natürlichen Bedingungen gute Ergebnisse. Ab Beginn seiner Geschichte zur Grafschaft Stolberg gehörend, beziehen sich erste urkundliche Erwähnungen Straßbergs auf bergbauliche Aktivitäten wie Anlage der Silbergrube Heidelberg 1438, 1462 Errichtung einer Schmelzhütte oder 1488 Anlage des Heidenstollens als Silberbergwerk. Einige Jahrhunderte wurden aus dem im Straßberger Revier gewonnenen Silber in Stolberg Münzen geprägt.
Der in späterer Zeit bekundeten Anhänglichkeit und Treue der Straßberger gegenüber dem Grafenhaus widersprach ihre Teilnahme am Bauernkrieg 1525, in dem der regierende Graf zur Annahme von Forderungen der Aufständischen gezwungen wurde. 100 Gulden mussten die Straßberger für ihr aufrührerisches Verhalten als Strafzahlung begleichen. 1454 hatte eine Straßberger Familie zu den Ketzern gehört, die in Stolberg auf dem Scheiterhaufen starben.
Im Dreißigjährigen Krieg litt das Dorf unter Truppendurchzügen, Plünderungen und Einquartierung ganzer Regimenter. Von 63 vor dem Krieg bewohnten Grundstücken lagen 1650 22 wüst. Spürbaren Aufschwung brachte dem Ort die Wiederbelebung des Bergbaus zu Beginn des 18. Jahrhunderts. Ab 1710 entstand die mit bergmännischen Freiheiten ausgestattete Kolonistensiedlung „Freiheit“.
1723 wird erstmals das Schulgebäude erwähnt und wenige Jahre später die Beschäftigung von bereits zwei Lehrern. 1744 konnte nach zwölfjähriger Bauzeit der Kirchenbau abgeschlossen werden. 1815 zählte das im stolbergischen Amt Hayn gelegene Straßberg 139 Wohnhäuser mit 818 Einwohnern. Durch Beschluss des Wiener Kongresses 1814 waren sie zu Preußen geworden, denn die beiden Stolberger Grafschaften gehörten nun mit dem Kreis Sangerhausen zur preußischen Provinz Sachsen.
Mehrfach wurde der Ort durch Großfeuer heimgesucht wie 1720, besonders aber 1815 mit 48 betroffenen Grundstücken und nochmals 1863. 1888 erhielt Straßberg eine Pflichtfeuerwehr, der 1912 die Gründung der Freiwilligen Feuerwehr folgte. Bis 1900 war die Einwohnerzahl auf rund 900 gewachsen, darunter ungefähr 120 haupt- und nebenberuflich tätige Handwerker. Schon 1901 erhielt das Dorf eine Wasserleitung, ab 1908 erfolgte der Anschluss an das Fernsprechnetz und 1921 konnten nach Gründung eines Elektrizitätswerkes alle Haushalte mit Strom versorgt werden. Dank der Initiative einiger Gastwirte und mehrerer Inhaber von Privatpensionen wurde Straßberg ab den 30er Jahren als Sommerfrische bekannt.
Von Kriegsschäden verschont machten sich die Kriegsauswirkungen u. a. durch Einweisung Evakuierter, von Flüchtlingen und Heimatvertriebenen bemerkbar, die Einwohnerzahl stieg bis zum Herbst 1946 auf 1138. Am 1. Juli 1950 wurde der jahrhundertelang zu Anhalt gehörende, durch die Selke von dem bis 1945 preußischen Straßberg getrennte Nachbarort Lindenberg eingegliedert. Eine enge Verbindung zu dem rund 120 Einwohner zählenden und ursprünglich von Straßbergern besiedelten Dörfchen mit seinem Bahnhof hatten von jeher bestanden, schon lange besuchten Lindenberger Kinder die Schule in Straßberg.
Ab Ende der 50er Jahre erfolgte in großflächiger Anlage der Bau von Wirtschaftsgebäuden der LPG südlich des Dorfes. Als letzte größere Bauten in der DDR-Zeit entstanden einige Wohnblöcke und 1984/85 der Komplex der zehnklassigen Polytechnischen Oberschule für Schüler der Gemeinden Straßberg und Neudorf. 
1994 wurde Straßberg der Verwaltungsgemeinschaft Unterharz zugeordnet. Am 1. August 2009 schloss sich die Gemeinde Straßberg mit den Städten Güntersberge und Harzgerode sowie den Gemeinden Dankerode, Königerode, Schielo und Siptenfelde zur neuen Stadt Harzgerode zusammen.

## Politik

### Bürgermeister seit 1990
- Wolfgang Hoßbach, von 1990 bis 2004 Bürgermeister (SPD) der Gemeinde
- Wilhelm Banse, von 2004 bis 2009 Bürgermeister (Wählergemeinschaft Straßberg) der Gemeinde

### Wappen
Das Wappen wurde am 11. März 2009 durch den Landkreis genehmigt.
Blasonierung: „Im Göpelschnitt geteilt, vorn in Silber eine ausgerissene grüne Tanne, hinten in Grün schräglinks gestellt gefächert drei goldene Ähren, unten in Schwarz ein silbernes Bergmannsgezähe.“
Die Farben des Ortsteiles sind Grün – Weiß.

### Flagge
Die Flagge ist grün-weiß (1:1) gestreift (Längsform: Streifen senkrecht verlaufend) und mittig mit dem Gemeindewappen belegt.

## Kultur und Sehenswürdigkeiten

### Museen
Straßberg ist heute Zeuge des historischen Silber- und Flussspatbergbaus, alter Schächte, Pingen und technischer Einrichtungen: 

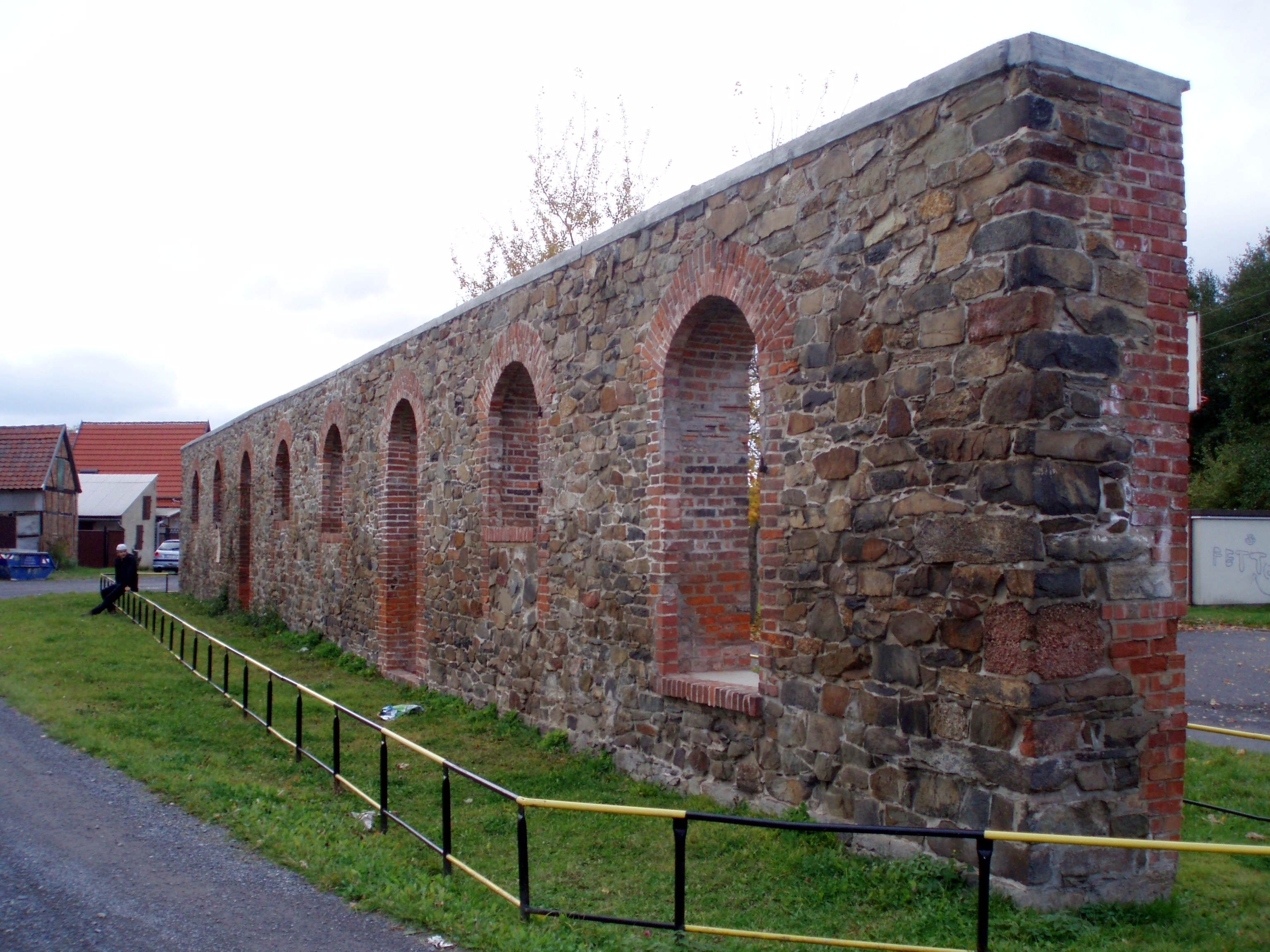
Reste der Hütte in Straßberg

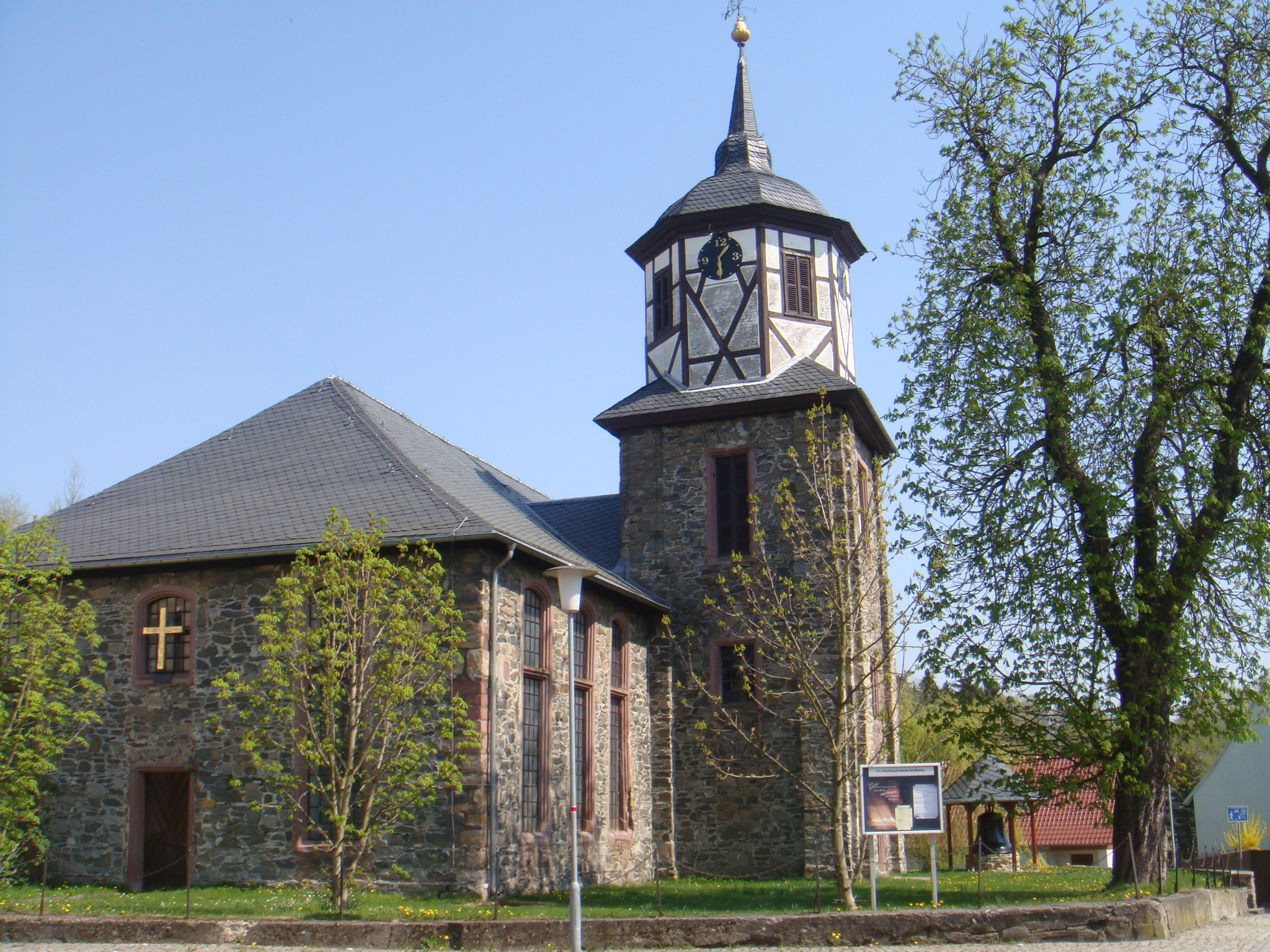
Evangelische Kirche von Straßberg

- Bergwerksmuseum Grube Glasebach

### Gedenkstätte
- Gedenkstein vor der Schule zur Erinnerung an den KPD-Vorsitzenden Ernst Thälmann, der 1944 im KZ Buchenwald ermordet wurde.

### Bauwerke
- Die Dorfkirche wurde im ersten Drittel des 18. Jahrhunderts nach Plänen des Stolberger Baumeisters Johann Friedrich Penther erbaut. Im Innern befindet sich ein schöner Kanzelaltar.
- Unterhalb des Dorfes befindet sich an der Einmündung des Glasebaches in die Selke die Bärlochsmühle.
- Rinkemühle

## Wirtschaft und Infrastruktur

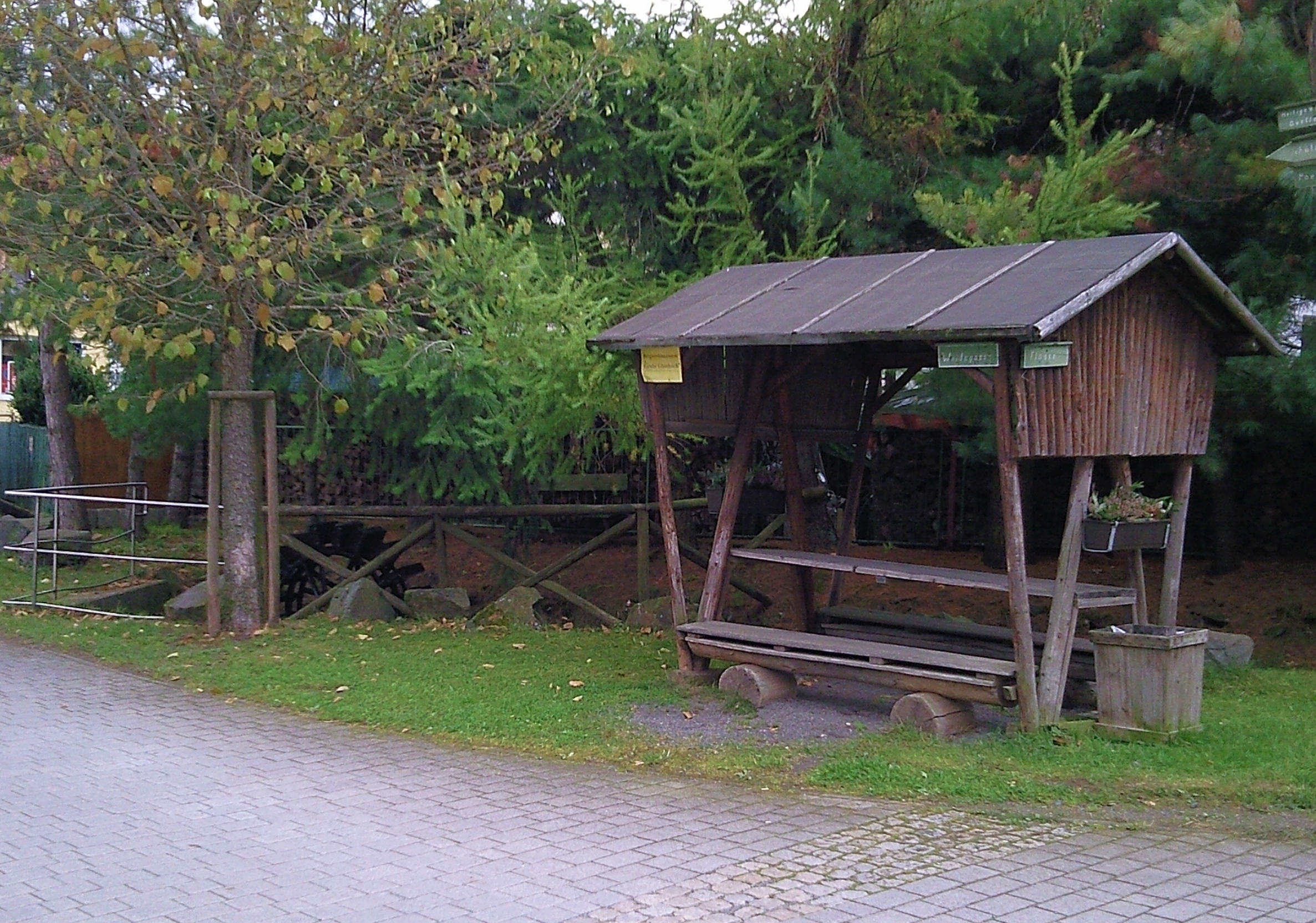
Rastplatz an der Flösse

### Bergbau
Bergbau wird seit dem Einsetzen der schriftlichen Überlieferung in der näheren Umgebung Straßbergs erwähnt. Unter Leitung des 1701 eingesetzten Berghauptmanns von Georg Christoph von Utterodt und des 1712 zum Bergdirektor ernannten Christian Zacharias Koch wurde Straßberg bis etwa 1800 zu einem Zentrum des Bergbaus im Unterharz. Es galt um 1750 dank der Innovationen Kochs sowohl im Bergbau als auch bei der Silberverhüttung als eine Bergbauschule des Harzes. Die Beschäftigtenzahl lag bei 500 bis 600 Personen. Das Unterharzer Teich- und Grabensystem, in weiten Teilen auf der Gemarkung Straßberg gelegen, ist das dazugehörige wasserwirtschaftliche System mit 20 Bergbauteichen und 48 km Grabenverbindungen. Der durch Straßberg fließende und dort in die Selke mündende Stollgraben (in Ortslage Straßberg Straßberger Flösse) mit Stadtweger Rösche und dem am Ortsrand gelegenen Maliniusteich, der den ebenfalls in Straßberg mündenden Rödelbach aufstaut, ist heute noch funktionsfähig und zu besichtigen. Die Förderung silberhaltiger Erze endete 1811.
Mit Unterbrechungen fand bei Straßberg und besonders nördlich von Lindenberg seit dem 15. Jahrhundert Förderung von Flussspat statt. Die hier lokalisierte größte Flussspatlinse Europas wurde hauptsächlich seit 1889  mit dem Schwerpunkt  der Grube am Großen Suderholz und Errichtung einer Fluorfabrik intensiv bis 1990 mit zuletzt 280 Beschäftigten genutzt.
Dass die Arbeit im Untertagebau mit vielen Risiken für die Bergleute verbunden ist und immer wieder Todesopfer fordert, wurde im Straßberger Revier letztmals mit einem Wassereinbruch in der Grube Glasebach am 26. September 1956 durch den tragischen Tod von sechs Bergleuten deutlich.
Die Erinnerung an die Bergbautradition wird durch den Montanverein Straßberg bewahrt, der die Grube Glasebach als Denkmalobjekt erhält und für die Öffentlichkeit zugänglich macht. Eine Vielzahl von Bergbautannen weist heute im Ort und in der Umgebung auf die Lage der alten Bergwerke und der anderen bergbaulichen Anlagen hin.

### Verkehr
Straßberg ist mit der Selketalbahn gut und sogar dampfbetrieben zu erreichen. Die Selketalbahn hat in Straßberg zwei Haltepunkte – Straßberg (Harz) (früher Lindenberg (Harz)) und Straßberg-Glasebach.
Zudem sind durch Busse der Harzer Verkehrsbetriebe auch Harzgerode, Stolberg und Güntersberge zu erreichen.

## Persönlichkeiten

### Söhne und Töchter des Ortes
- Oswald Bergener (1862–1945), Chefredakteur des „Forster Tageblattes“ und Schriftsteller
- Otto Könnecke (1892–1956), Jagdflieger und Träger des Ordens Pour le Mérite, erster deutscher Verkehrsflieger

### Weitere Persönlichkeiten, die mit dem Ort in Verbindung stehen
- Christian Zacharias Koch (17.–18. Jahrhundert), Bergdirektor in Straßberg
- Georg Christoph von Utterodt (etwa 1650–1714), gräflich-stolbergischer Berghauptmann in Straßberg